# Afrički tulipanovac
Afrički tulipanovac (lat. Spathodea), monotipski biljni rod iz porodice katalpovki smješten u tribus paleotropske klade . Jedina je vrsta S. campanulata, ili afrički tulipanovac, drvo iz tropske Afrike, ali i uvezeno po drugim državama s tropskom klimom.

## Opis
Afrički tulipanovac (Spathodea campanulata) poznato je u cijelom svijetu kao jedno od najljepših cvjetnih stabala. Rasprostranjeno je po zemljama sa  tropskim klimatskim uvjetima, i osjetljivo na hladnoću. U svom izvornom staništu (u središtu oko Viktorijinog jezera) i kao kultivirani ukras u tropskim klimatskim uvjetima, veliko je zimzeleno drvo do 15 m: (pedeset stopa) visoko, ili više, s cvjetovima tijekom cijele godine. Međutim, kada se uzgaja u hladnijim klimama, obično je manje 7,5 do 10,5 m. (oko dvadeset pet do trideset pet stopa) i može djelovati kao listopadno drvo, gubeći lišće tijekom zime i ranog proljeća. 
Lišće afričkog tulipanovca sastoji se od 45 cm. (osamnaest inča) dugih, perasto složenih listova sa sedam do devetnaest ovalnih listića, svaki dug 10 do 15 cm (četiri do šest inča). Novo lišće postaje brončane boje, postaje tamnozeleno odozgo i bljeđe odozdo. Cvjetanje je uočljivo i dramatično, s cvjetnim grozdovima veličine nogometne lopte koji se stvaraju na krajevima svake grane tijekom toplog vremena. Ovi neobični cvjetni grozdovi sastoje se od mnogo baršunastih smeđih pupova nalik kandžama koji se okomito otvaraju dok se jedno za drugim pojavljuju cvjetovi dugi pet inča (12,5 cm), širokog oblika trube. Potpuno rašireni, zreli cvjetovi su detaljno nazubljeni i pikotasti, a boja cvijeta je tipično intenzivno crveno narančasta (postoji i selekcija zlatnožutih cvjetova koja je popularna u uzgoju).
- Spathodea campanulata u Funchalu.
- S. campanulata
- S. campanulata
- S. campanulata

## Sinonimi
- Bignonia tulipifera Schum.; Thonn. & Schumach., Beskr. Guin. Pl.: 273 (1827)
- Spathodea campanulata subsp. congolana Bidgood; Proc. XIII Plenary Meet. AETFAT, Zomba, Malawi, 1991 1: 330 (1994)
- Spathodea campanulata subsp. nilotica (Seem.) Bidgood; Proc. XIII Plenary Meet. AETFAT, Zomba, Malawi, 1991 1: 330 (1994)
- Spathodea danckelmaniana Büttner; Verh. Bot. Ver. Brand. 31: 87 (1889)
- Spathodea nilotica f. bryanii O.Deg. & I.Deg.; Phytologia 28: 419 (1974)
- Spathodea nilotica Seem.; J. Bot. 3: 333 (1865)
- Spathodea tulipifera (Schum.) G.Don; Gen. Hist. 4: 223 (1837)